# 何友声
何友声（1931年7月28日—2018年1月18日），男，浙江宁波人，中国流体力学与船舶制造技术专家，中国工程院院士。他奠定了中国水翼水动力设计的基础，开拓了中国的螺旋桨激振研究领域，使中国船舶制造的减振水平大幅跃进。

## 生平
1952年，何友声毕业于上海同济大学。1958年，毕业于清华大学力学系。任上海交通大学教授。1980年代，他在空泡流和水中兵器领域取得重大突破，解决了水气干扰、燃气泡演化等一系列关键难题，其研究成果大力支持了导弹水下发射技术和新型鱼雷技术。1990年代以来，何友声又致力于环境流体力学和河口水动力学的研究，其相关研究成果支持了中国江河入海口的综合治理和港口的建设，特别是上海国际航运中心的建设。何友声还开辟了中国的高速水动力学研究领域。
1995年，当选为中国工程院院士。
2018年1月17日0时6分在上海中山医院逝世。